# Итало-корейский договор (1884)
Итало-корейский договор (1884) — договор об установлении дипломатических отношений между Королевством Италия и Кореей, заключённый в 1884 году.

## Предпосылки
В 1876 году Корея заключила торговый договор с Японией после того, как японские корабли подошли к Канхвадо и пригрозили открыть огонь по корейской столице. Переговоры по договорам с несколькими западными странами стали возможными благодаря прекращению угроз со стороны Японии.
В 1882 году американцы заключили договор и установили с Кореей дипломатические отношения, которые послужили образцом для последующих переговоров с другими западными державами.

## Положения договора
Итальянцы и корейцы заключили и одобрили договор, состоящий из нескольких статей, с положениями, аналогичными другим западным странам.
В соответствии с договором в Корею могли быть направлены итальянские дипломаты, но фактически эти обязанности исполняли генеральные консулы в китайском Шанхае.
Договор оставался в силе после установления японского протектората над Кореей в 1905 году.